# چهارطاقی او طاق
چهارطاقی او طاق مربوط به دوره ساسانیان است و در شهرستان پل‌دختر، بخش مرکزی، دهستان جایدر، ۱ کیلومتری جنوب شرق روستای چال کل چوبتراش واقع شده و این اثر در تاریخ ۲۸ اسفند ۱۳۸۵ با شمارهٔ ثبت ۱۸۴۷۵ به‌عنوان یکی از آثار ملی ایران به ثبت رسیده است.